# Tetraonyx
Tetraonyx es un género de escarabajos de la familia Meloidae. El género fue descrito científicamente primero por Latreille en 1805. De las 98 especies del género, la mayoría son del Nuevo Mundo, incluyendo especies tropicales. Los adultos se alimentan de flores y las larvas depredan panales de abejas salvajes. Contiene las siguientes especies:
- Tetraonyx albipilosa Van Dyke, 1929
- Tetraonyx albomaculata Haag-Rutenberg, 1879
- Tetraonyx albomarginata Haag-Rutenberg, 1879
- Tetraonyx angulicollis Haag-Rutenberg, 1879
- Tetraonyx anthracina Haag-Rutenberg, 1879
- Tetraonyx atricolor Pic, 1915
- Tetraonyx atripennis (Klug, 1825)
- Tetraonyx atriventris Pic, 1916
- Tetraonyx badeni Haag-Rutenberg, 1879
- Tetraonyx batesi Haag-Rutenberg, 1879
- Tetraonyx bicolor Le Peletier & Audinet-Serville, 1825
- Tetraonyx bicoloriceps Pic, 1930
- Tetraonyx bilineata Haag-Rutenberg, 1879
- Tetraonyx bimaculata (Klug, 1825)
- Tetraonyx bipartita Haag-Rutenberg, 1879
- Tetraonyx bipunctata Le Peletier & Audinet-Serville, 1825
- Tetraonyx brevenotata Pic, 1930
- Tetraonyx brevis (Klug, 1825)
- Tetraonyx brucki Haag-Rutenberg, 1879
- Tetraonyx brunnescens Haag-Rutenberg, 1879
- Tetraonyx chevrolati Haag-Rutenberg, 1879
- Tetraonyx chrysomelina (Klug, 1825)
- Tetraonyx chrysurus Fischer, 1827
- Tetraonyx cincta Curtis, 1844
- Tetraonyx circumscripta Haag-Rutenberg, 1879
- Tetraonyx clythroides Haag-Rutenberg, 1879
- Tetraonyx collare Le Peletier & Audinet-Serville, 1825
- Tetraonyx crassa (Klug, 1825)
- Tetraonyx croceicollis Haag-Rutenberg, 1879
- Tetraonyx cruciata Castelnau, 1840
- Tetraonyx cuyana Selander & Selander, 1993
- Tetraonyx cyanipennis Haag-Rutenberg, 1879
- Tetraonyx decipiens Haag-Rutenberg, 1879
- Tetraonyx decorata Kirsch, 1866
- Tetraonyx depressa (Klug, 1825)
- Tetraonyx deyrollei Haag-Rutenberg, 1879
- Tetraonyx diluta Haag-Rutenberg, 1879
- Tetraonyx distincticollis Pic, 1916
- Tetraonyx dohrni Haag-Rutenberg, 1879
- Tetraonyx dubiosa Horn, 1894
- Tetraonyx femoralis Dugès, 1869-81
- Tetraonyx frontalis Chevrolat, 1834-35
- Tetraonyx fulva LeConte, 1853
- Tetraonyx griseipennis Pic, 1915
- Tetraonyx haroldi Haag-Rutenberg, 1879
- Tetraonyx humeralis Haag-Rutenberg, 1879
- Tetraonyx incarinata Pic, 1915
- Tetraonyx innotaticeps Pic, 1915
- Tetraonyx intermedia Haag-Rutenberg, 1879
- Tetraonyx kirschi Haag-Rutenberg, 1879
- Tetraonyx kraussi Haag-Rutenberg, 1879
- Tetraonyx lampyroides Burmeister, 1881
- Tetraonyx laticollis (Klug, 1825)
- Tetraonyx lemoulti Pic, 1915
- Tetraonyx limbata Castelnau, 1840
- Tetraonyx lineola (Klug, 1825)
- Tetraonyx lugubris Haag-Rutenberg, 1879
- Tetraonyx lycoides Selander & Martinez, 1984
- Tetraonyx maculata Castelnau, 1840
- Tetraonyx maestra Selander & Bouseman, 1960
- Tetraonyx marseuli Haag-Rutenberg, 1879
- Tetraonyx maudhuyi Pic, 1919
- Tetraonyx minor Haag-Rutenberg, 1879
- Tetraonyx minuscula Wickham, 1914
- Tetraonyx mniszechi Haag-Rutenberg, 1879
- Tetraonyx moritzi Haag-Rutenberg, 1879
- Tetraonyx multinotata Pic, 1915
- Tetraonyx mylabrina (Klug, 1825)
- Tetraonyx nano Haag-Rutenberg, 1879
- Tetraonyx nigerrima Pic, 1915
- Tetraonyx nigriceps Haag-Rutenberg, 1879
- Tetraonyx nigricornis (Klug, 1825)
- Tetraonyx nigrifrons Haag-Rutenberg, 1879
- Tetraonyx octomaculata Latreille, 1805
- Tetraonyx olfersi (Fischer, 1827)
- Tetraonyx pallida Haag-Rutenberg, 1879
- Tetraonyx panamensis Pic, 1915
- Tetraonyx parallela (Klug, 1825)
- Tetraonyx parviceps Kaszab, 1960
- Tetraonyx pectoralis Haag-Rutenberg, 1879
- Tetraonyx peruviana Pic, 1930
- Tetraonyx propinqua Burmeister, 1881
- Tetraonyx quadrimaculata (Fabricius, 1792)
- Tetraonyx quadrinotata Haag-Rutenberg, 1879
- Tetraonyx rogenhoferi Haag-Rutenberg, 1879
- Tetraonyx ruficollis Castelnau, 1840
- Tetraonyx sallei Haag-Rutenberg, 1879
- Tetraonyx scutellaris Haag-Rutenberg, 1879
- Tetraonyx seminiger Borchmann, 1930
- Tetraonyx septemguttata Curtis, 1844
- Tetraonyx sericea Selander & Martinez, 1984
- Tetraonyx sexguttata (Olivier, 1795)
- Tetraonyx simsi Pic, 1919
- Tetraonyx superba Pic, 1915
- Tetraonyx telephoroides Haag-Rutenberg, 1879
- Tetraonyx thoracica Haag-Rutenberg, 1879
- Tetraonyx tigridipennis Richard, 1838
- Tetraonyx undulata Haag-Rutenberg, 1879
- Tetraonyx variabilis Haag-Rutenberg, 1879
- Tetraonyx violaceipennis Lucas, 1857
- Tetraonyx zonata Haag-Rutenberg, 1879